# GSAT-7A
O GSAT-7A é um satélite de comunicação geoestacionário indiano que foi construído e também é operado pela Organização Indiana de Pesquisa Espacial (ISRO). O satélite foi baseado na plataforma I-2K (I-2000) Bus e sua expectativa de vida útil é de 8 anos.

## Lançamento
O satélite foi lançado com sucesso ao espaço no dia 19 de dezembro de 2018, às 10:40 UTC, por meio de veículo GSLV Mk.II a partir do Centro Espacial de Satish Dhawan, na Índia. Ele tinha uma massa de lançamento de 2250 kg.